# Chirita fasciculiflora
Chirita fasciculiflora är en tvåhjärtbladig växtart som beskrevs av Wen Tsai Wang. Chirita fasciculiflora ingår i släktet Chirita och familjen Gesneriaceae. Inga underarter finns listade i Catalogue of Life.